# Constantin Prissovsky
Constantin Prissovsky (russe : Константин Адамович Присовский, ukrainien : Костянтин Адамович Прісовський ; né à Kiev en 1878 et mort en 1966) était un général de l'armée populaire et de l'Empire russe.

## Biographie

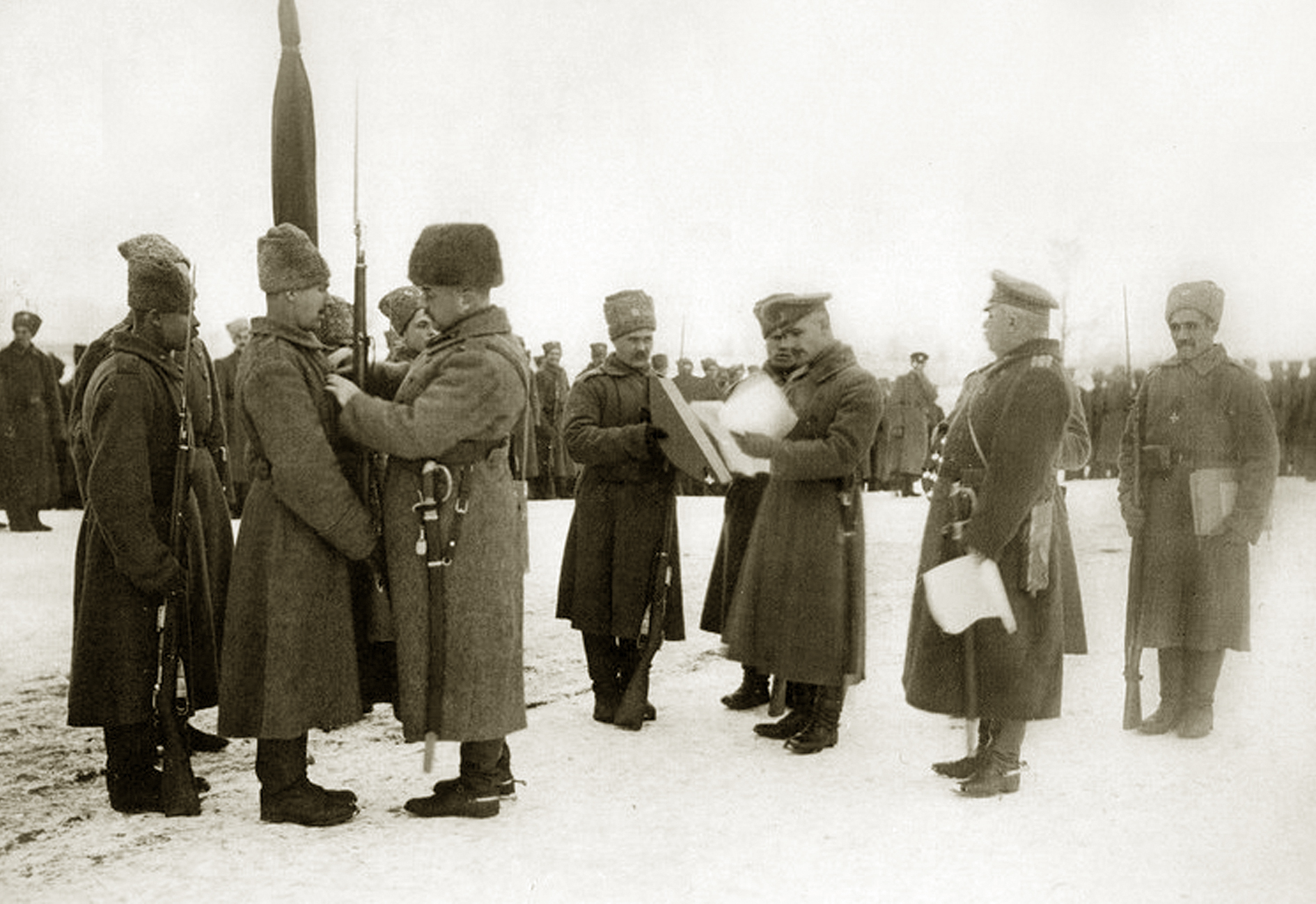
Remise de médaille avec Alexeï Budberg en 1916.

Il fit des études à l'école des cadets de Tchouhouïv sorti en 1901 il fut affecté au 130e régiment d'infanterie de Kherson stationné à Kiev. Avec la Première Guerre mondiale il participait à la formation du 278e régiment d'infanterie avec lequel il se battit, il fut distingué de l'Ordre impérial et militaire de Saint-Georges du quatrième degré en 1914. Il devint colonel du 278e en 1916 et général en juin 1917, il fut le chef de la 10e division de fusiliers du Turkestan.

### Guerres en Ukraine

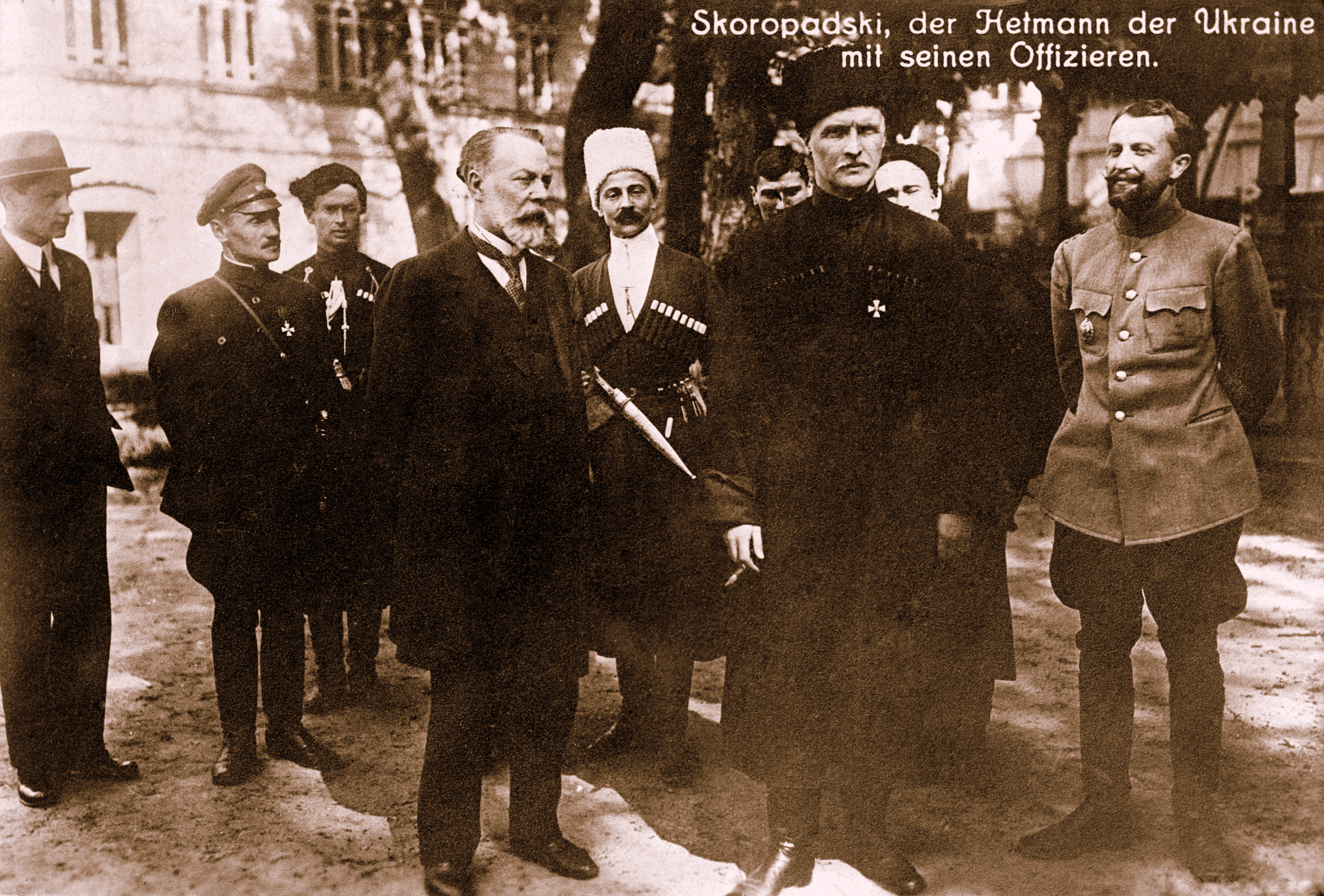
En 1918 avec sa casquette et derrière Pavlo Skoropadsky, Hetman.

Après la Révolution de Février il passait dans l'U.P.A. Il se bat en 1918 à Kiev contre les troupes bolcheviques. Le 3 mars 1918 il était le commandant provincial de la région de Kiev, ainsi que le commandant du palais de Hetman. En novembre 1918, il fondait le détachement de Zaporogue pour lutter contre les forces du Directoire d'Ukraine.
À partir de janvier 1919, il servait dans les forces Armées du Sud de la Russie, il fut à la tête de l'école militaire de Konstantinov et participait aux batailles de Crimée en 1920 avec l'Armée russe.
Il repose[pas clair] à Mougins.